# Panagia Episkopi
Die Panagia Episkopi (griechisch Παναγία Επισκοπή) ist die aus mittelbyzantinischer Zeit stammende ehemalige Bischofskirche der griechischen Kykladeninsel Santorin (Thira). Sie wird auch Panagia tis Episkopis (Παναγία της Επισκοπής) oder Naos Episkopis Thiras (Ναός Επισκοπής Θήρας) genannt. Nach einer überlieferten, heute fast vollständig zerstörten Inschrift wurde der Kirchenbau von Kaiser Alexios I. Komnenos gestiftet und ersetzte Ende des 11., Anfang des 12. Jahrhunderts den Vorgängerbau einer dreischiffigen frühbyzantinischen Basilika. Die Kirche ist der Panagia (‚Allheiligen‘) geweiht, eine griechisch-orthodoxe Bezeichnung für die Jungfrau Maria, der Namenszusatz Episkopi bedeutet ‚bischöflich‘. Die Panagia Episkopi war bis 1207 und von 1537 bis 1827 Sitz der orthodoxen Diözese auf Santorin.

## Lage
Die Kirche wurde am nördlichen Ausläufer des Profitis Ilias (Προφήτης Ηλίας), der mit 567 Metern höchsten Erhebung Santorins, erbaut. Sie steht auf einer Anhöhe etwa 600 Meter südöstlich der Ortschaft Mesa Gonia (Μέσα Γωνιά), die nach dem ehemaligen Bischofssitz auch als Episkopi Gonias (Επισκοπή Γωνιάς) bezeichnet wird. Die Ostküste der Insel bei Kamari (Καμάρι) ist von der Panagia Episkopi ungefähr zwei Kilometer entfernt, die Inselhauptstadt Fira (Φηρά) liegt fünf Kilometer nordwestlich der Kirche. Eine nur teilweise befestigte Straße verbindet Mesa Gonia mit Panagia Episkopi, vor der direkt nördlich ein Parkplatz angelegt ist.

## Beschreibung

### Bauwerk
Die Panagia Episkopi ist eine beige getünchte Kreuzkuppelkirche mit Anbauten. Der Zentralbau auf dem Grundriss eines griechischen Kreuzes mit 14 Metern Länge und maximal 11,10 Metern Breite trägt eine mittels Tambour auf der Vierung aufgesetzte Kuppel in der Mitte des Bauwerks. Die Dächer der Kirche sind mit roten Ziegeln gedeckt oder einfach verputzt. Das Bauwerk hat insgesamt fünf Zugänge, je zwei im Süden und im Norden sowie den Haupteingang im Westen.
Der nach Osten ausgerichtete Kreuzarm der Kirche mit dem Altar besitzt eine auch im Außenbau erkennbare halbrunde Apsis. In diese ist ein gekuppeltes Drillingsfenster eingelassen, das, wie auch zwei kleinere Fenster neben der Apsis, mit farbigen Glassteinen vermauert wurde. Die roten, grünen, gelben und blauen Glassteine sind der einzige äußere Lichteinlass des Altarraums, der ansonsten nur durch die geöffneten Türen der Ikonostase oder über sie hinweg aus dem Innenraum der Kirche weiter erhellt wird. Nördlich des Altarraums, an der Nordostseite des Gebäudes, ist ein schmaler Glockenträger aufgesetzt. In ihm hängen vier Glocken, die an Seilen von außen zu bedienen sind.
Auf dem Flachdach des westlichen Anbaus, erreichbar durch eine schmale Treppe auf der Südseite, befinden sich zwei Kapellen. Sie wurden im frühen 20. Jahrhundert über der Eingangshalle ergänzt und sind dem Propheten Daniel und dem Heiligen Gregor, dem Theologen, geweiht.

Außenansichten der Kirche
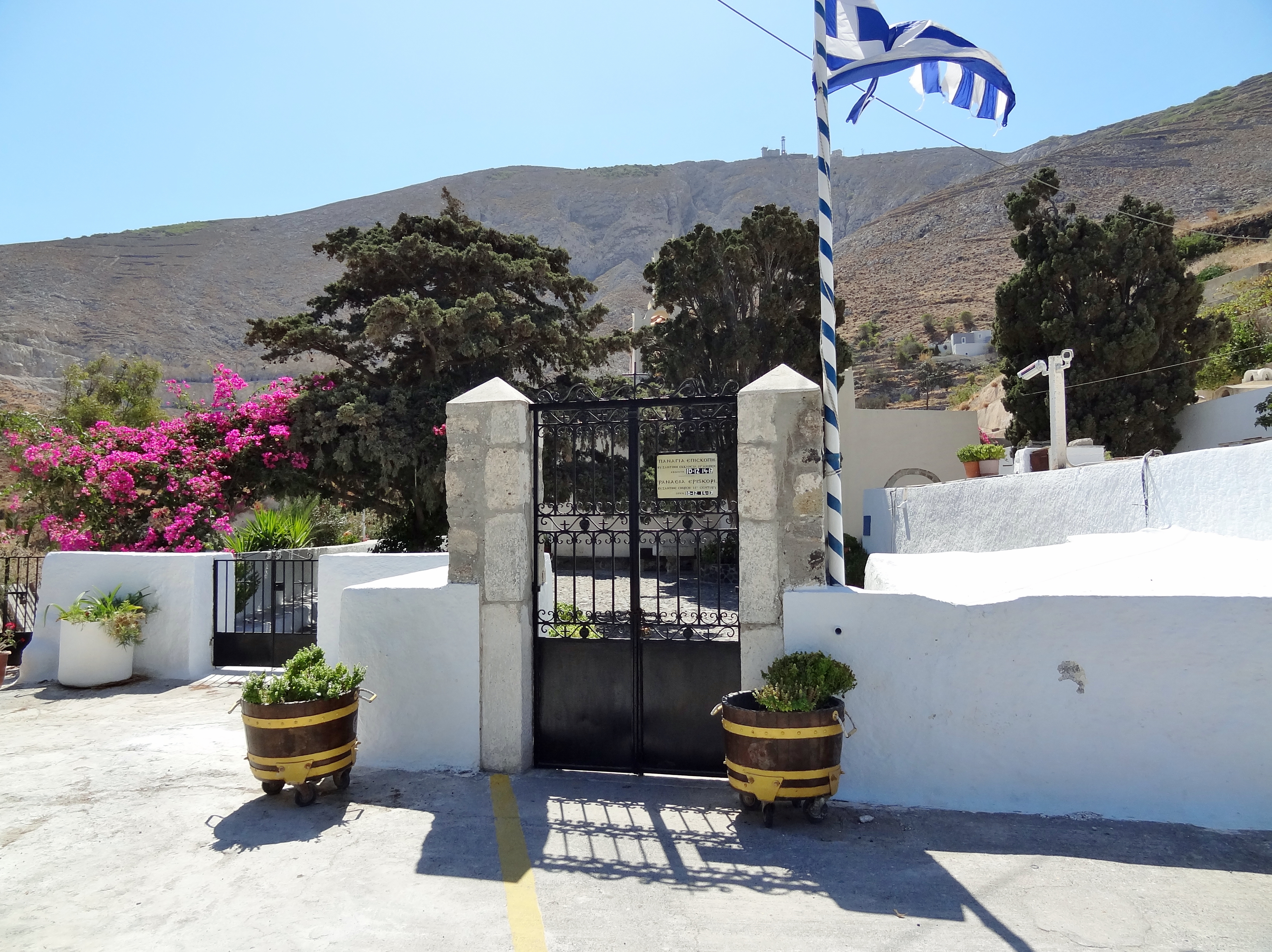
Eingang zum Kirchengelände
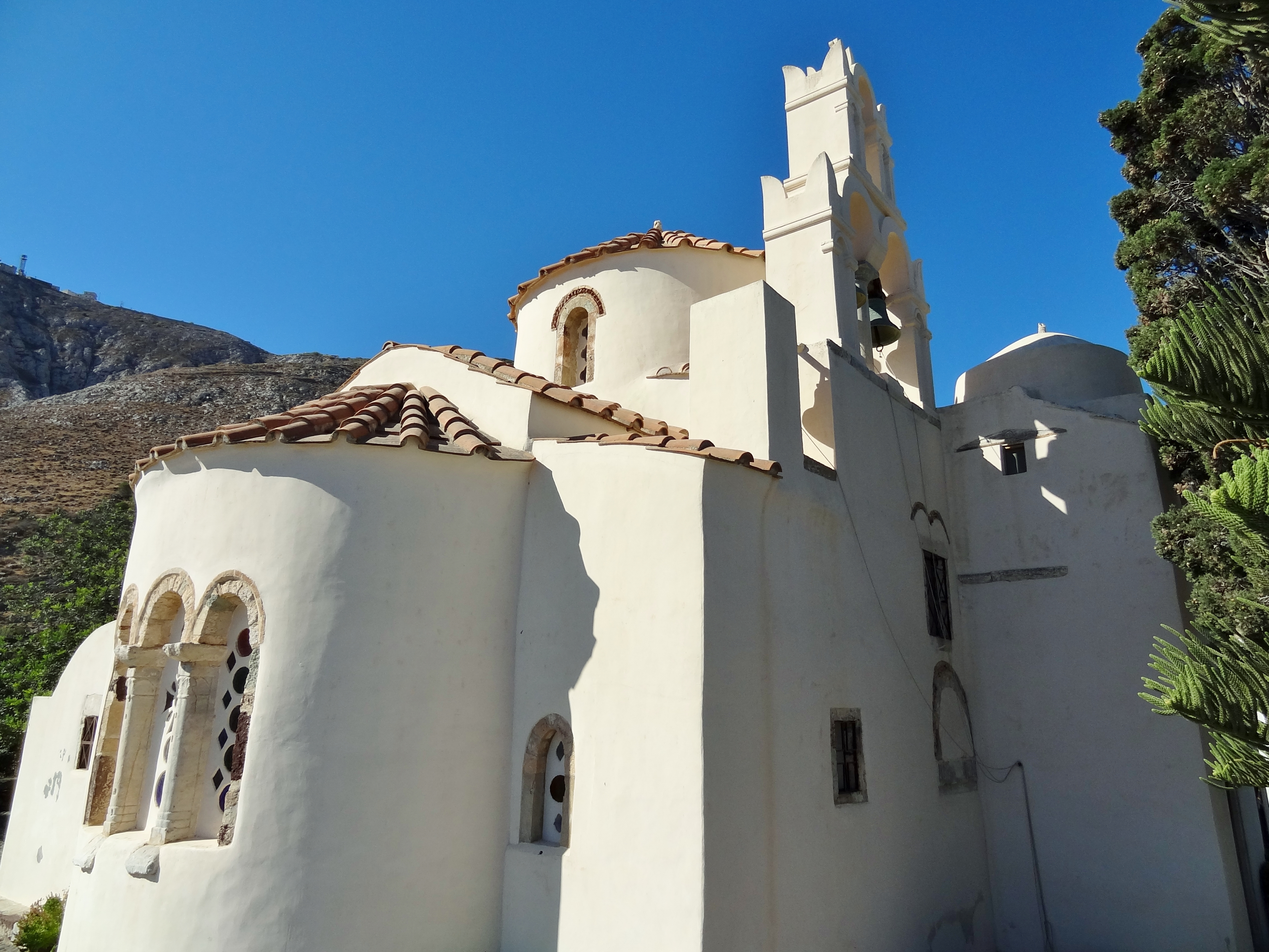
Nordostseite der Kirche mit Apsis
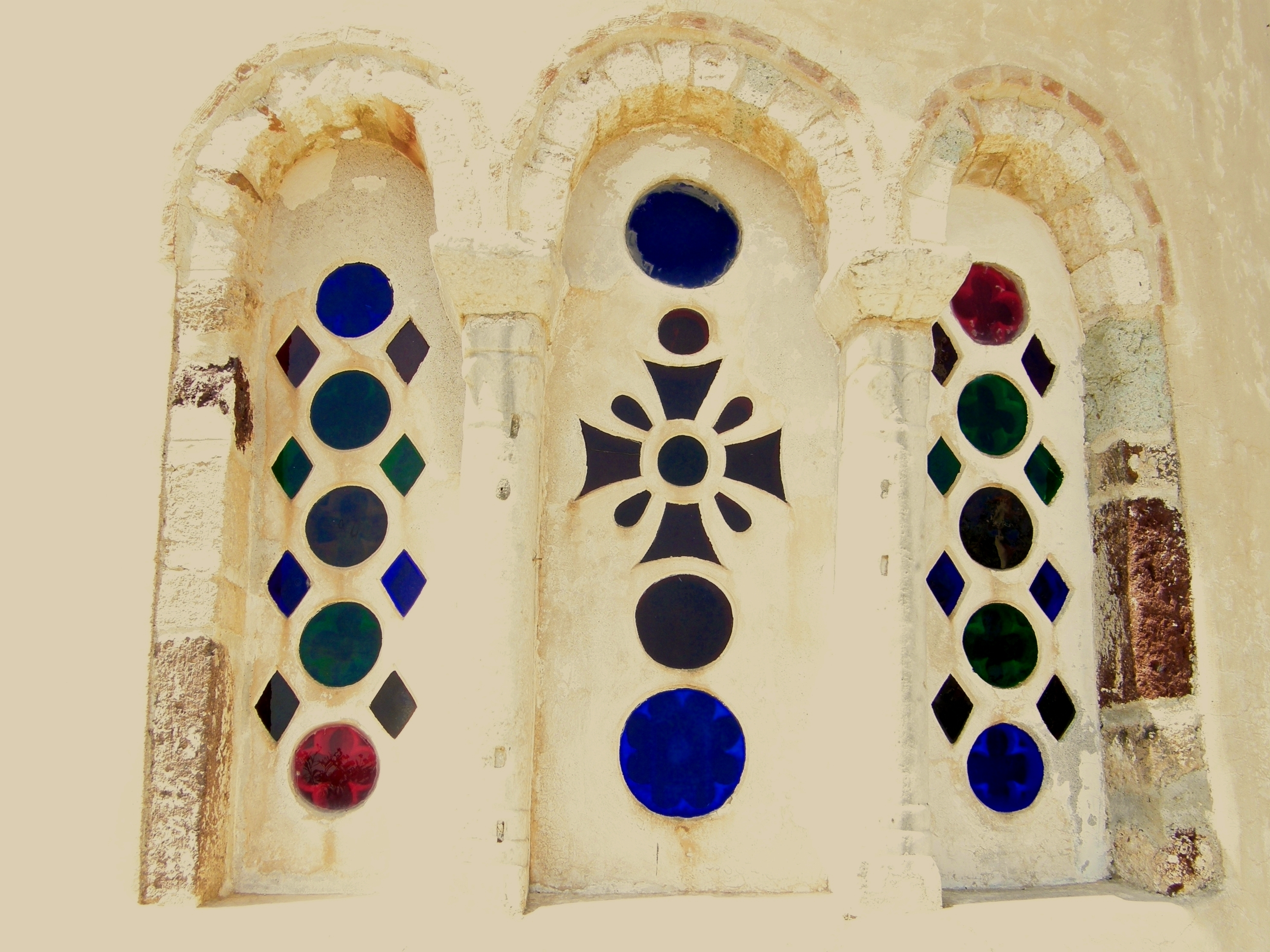
Drillingsfenster an der Apsis
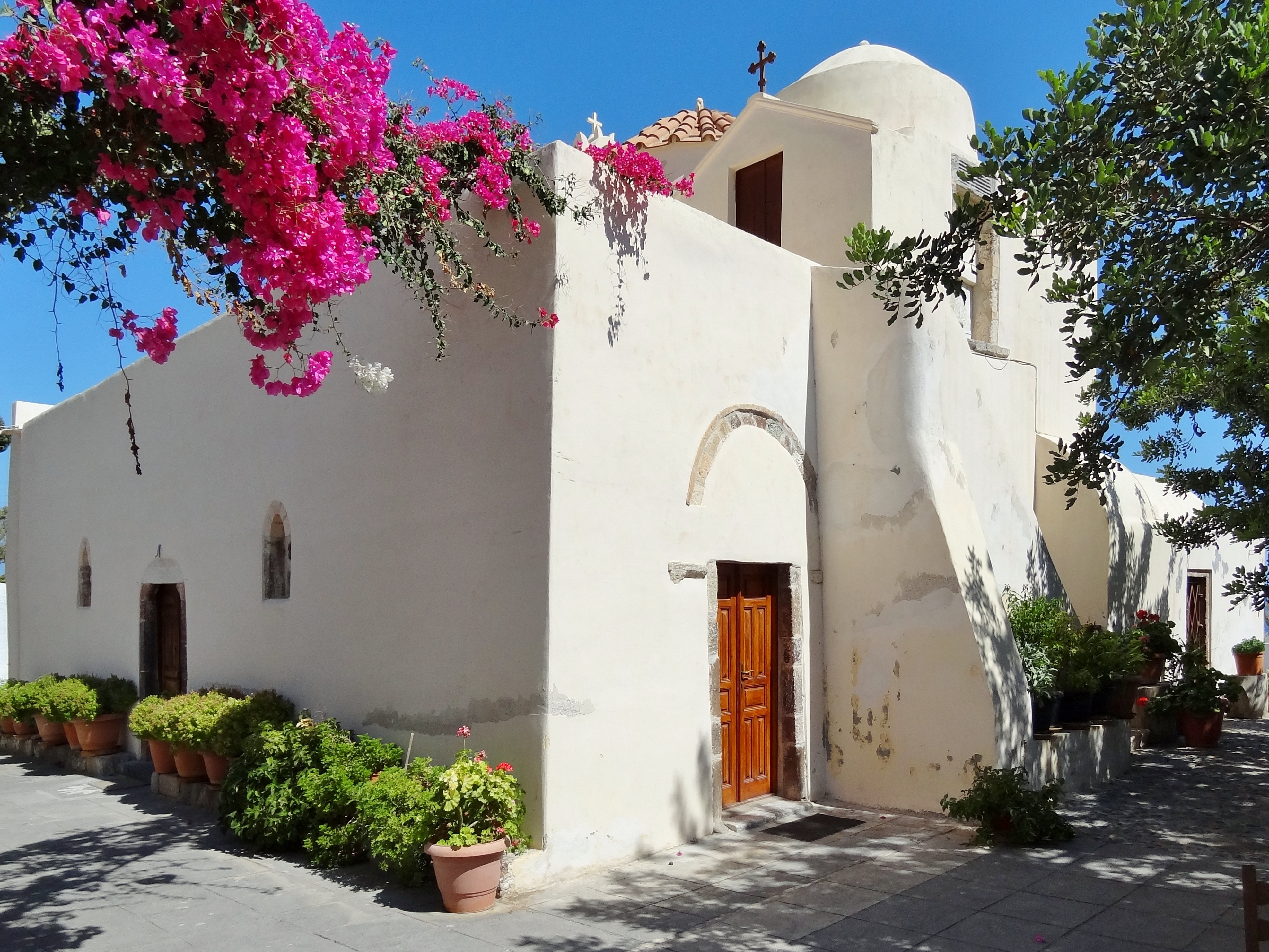
Eingangshalle von Südwesten

Im Inneren der Panagia Episkopi gibt es durch die Anbauten mehrere größere und kleinere Räume, die Kirche wirkt dadurch verwinkelt. Der Boden ist mit Marmorplatten unterschiedlicher Größe ausgelegt. In der Apsis ist ein relativ niedriges Synthronon integriert. Dem zentralen Kirchenraum ist im Westen eine Eingangshalle (Narthex) vorgelagert, die sich über die volle Breite der Kirche erstreckt. Sie hatte ursprünglich neben dem Haupteingang in der Mitte der Westwand je einen Nebeneingang von Norden und Süden. Der südliche Teil des Narthex wurde jedoch vom Kircheninneren abgetrennt und stellt jetzt einen kleinen Nebenraum dar, der nur von außen durch den südlichen Eingang zu erreichen ist. Im Südosten wurde der Winkel des Kreuzgrundrisses durch einen angesetzten Raum ausgefüllt. Er wurde zur Auflösung des Streits zwischen römischen und orthodoxen Christen 1767 angebaut und mit einem Durchbruch zum Altarraum versehen, um künftig als Kapelle für die römischen Christen zu dienen.

### Ausstattung

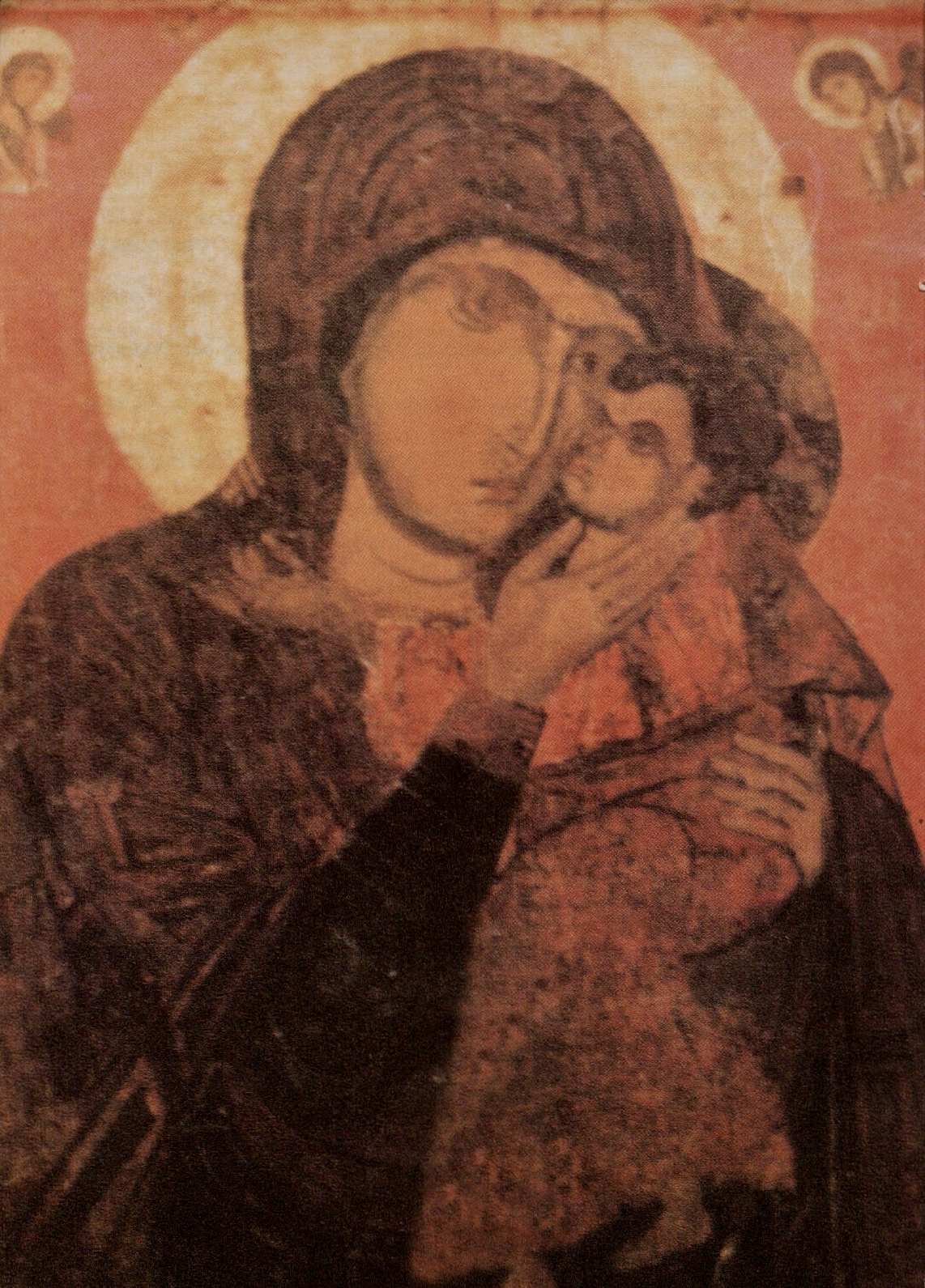
Ikone der Panagia Glykofilousa

An den Wänden der Innenräume sind verschiedene Ikonenständer aufgereiht. Die bekannteste Ikone ist die der Panagia Glykofilousa (Παναγιά Γλυκοφιλούσα ‚Süßküssende Madonna‘), die hinter Glas an der Südseite des zentralen Kirchenraums steht. Das in das 12. Jahrhundert datierte Bildnis gilt als die wertvollste Ikone der Kirche.

#### Ikonostase
Die Ikonostase, die im Osten den Hauptraum der Kirche von dem in einer orthodoxen Kirche Bema genannten Altarraum abtrennt, ist durch einen brillanten Effekt der Mehrfarbigkeit ausgezeichnet. Sie weist die übliche fünfteilige Gliederung auf. Im unteren Teil besteht sie aus der ursprünglichen Einrichtung aus der Bauzeit der Kirche um 1100. Darüber liegt ein hölzerner Architrav aus nachbyzantinischer Zeit mit Schnitzereien, einem Fries mit 14 Ikonen und einem geschnitzten Aufsatz. Die Vielfalt der Ornamente gilt als einmalig in der mittelbyzantinischen Epoche, es gibt Verbindungen in das 6. Jahrhundert und zu Kirchen in Konstantinopel, Venedig und Ravenna.
Der als Heilige Pforte bezeichnete zentrale Durchgang ist mit einer zweiflügeligen, knapp brusthohen Tür verschlossen. Die Flügel bestehen aus wertvollen Holzschnitzereien des 17. Jahrhunderts mit floralen Motiven und zwei Drachen als oberem Abschluss. Sie sind mit je einem Apostel bemalt, links Petrus, rechts Paulus.

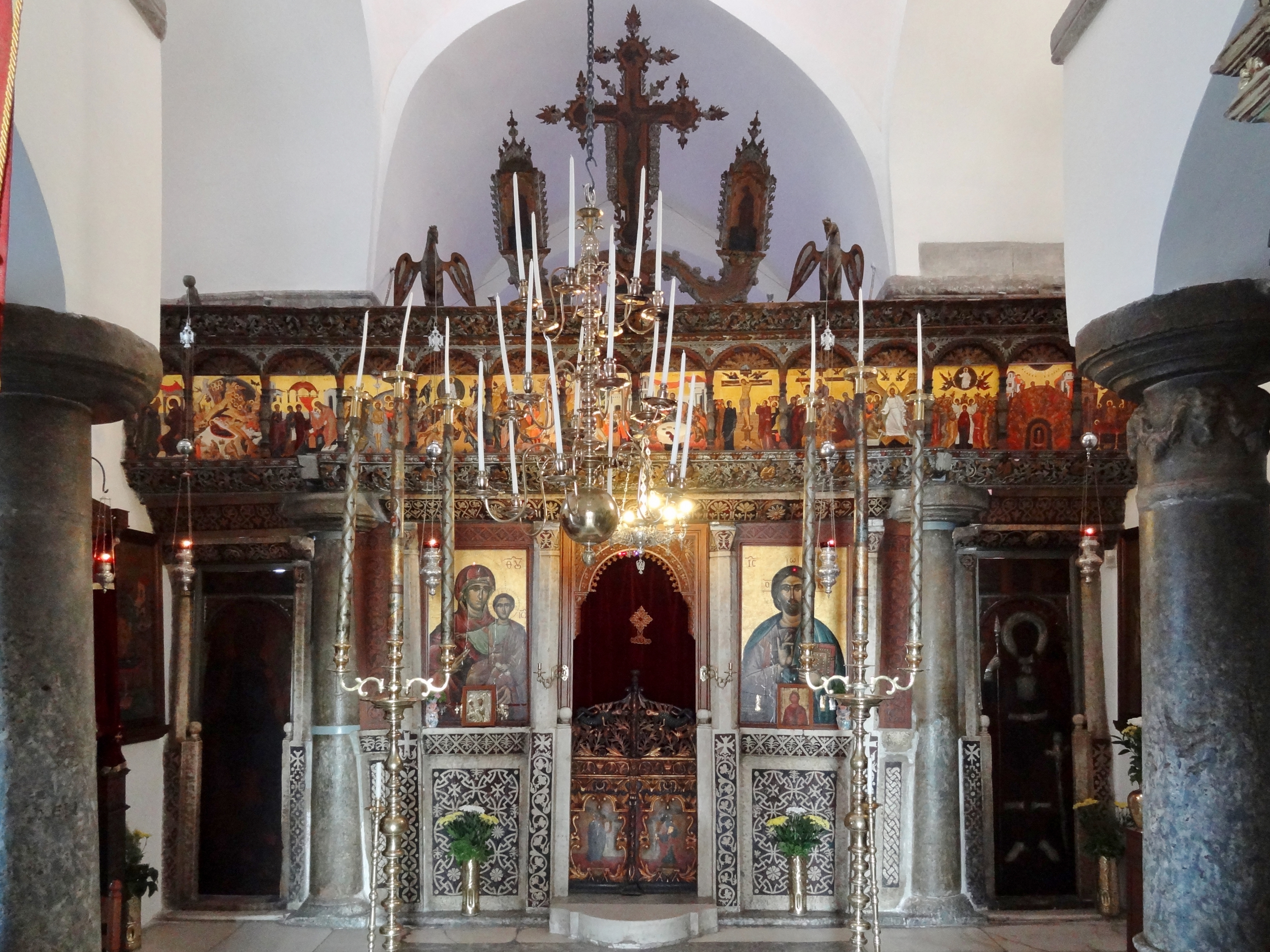
Ikonostase im zentralen Innenraum

Seitlich an die zentrale Pforte schließen sich links und rechts je ein fest installiertes Feld an. Sie bestehen aus aufrecht stehenden flachen Marmorplatten und weisen eine seltene Marmorintarsien-Technik auf, bei der geometrische und florale Muster als Reliefs in den Marmor geschnitzt wurden. Die Motive entstammen der arabischen Tradition und werden durch kleine Vögel, Swastikas, Blüten, Palmetten und Blätter ergänzt. Die Vertiefungen der Reliefs wurden mit einer ursprünglich roten, heute abgedunkelten Masse aus Wachs und Mastix ausgefüllt. In derselben Technik sind Marmorintarsien auch auf den Verkleidungen der Säulen, verbindenden Blenden und den Türstürzen angebracht. Darüber sind zwei Ikonen eingelassen. Auf der linken Seite der Tür ist die Panagia mit dem Jesuskind dargestellt, rechts der Mitteltür Christus Pantokrator mit der segnenden rechten Hand und im linken Arm ein geschlossenes Evangeliar haltend. Diese beiden Ikonen sind moderne Schöpfungen, an ihrer Stelle standen bis zu einem Diebstahl 1982 Ikonen aus dem 17. Jahrhundert.
Die Nord- und Süd-Pforten zum Altarraum außerhalb der tragenden Säulen sind durch mannshohe Ikonen des Erzengels Gabriel (links) und des Heiligen Menas (rechts) verkleidet. Die Ikone des Menas ist teilweise mit Silberarbeiten eingelegt. Der hölzerne Aufsatz wurde im 18. Jahrhundert durch örtliche Künstler gearbeitet. Er zeigt einen Architrav mit verschiedenen Motiven, darunter Trauben und Vögel. In ihn ist ein Fries eingelassen, in dem 14 Ikonen aus dem Leben Jesu Platz finden. Die ursprünglichen Ikonen des 17. Jahrhunderts zeigten die Feste aus den Leben Christi und der Maria. Auch hier ersetzen heute moderne Ikonen aus dem Leben Jesu die 1982 gestohlenen.
Die Vielfalt der Dekorationen auf der Ikonostase lässt sich deuten als Erinnerung an die Traditionen des goldenen Konstantinopels. Sie versucht Elemente aller dortigen Stile „mit einer gewissen Nostalgie“ zusammenzuführen. Daraus ergibt sich eine Art Neo-Justinianismus, der durch die Marmorintarsien-Technik in einer spezifisch griechischen Form umgesetzt wird.

#### Fresken

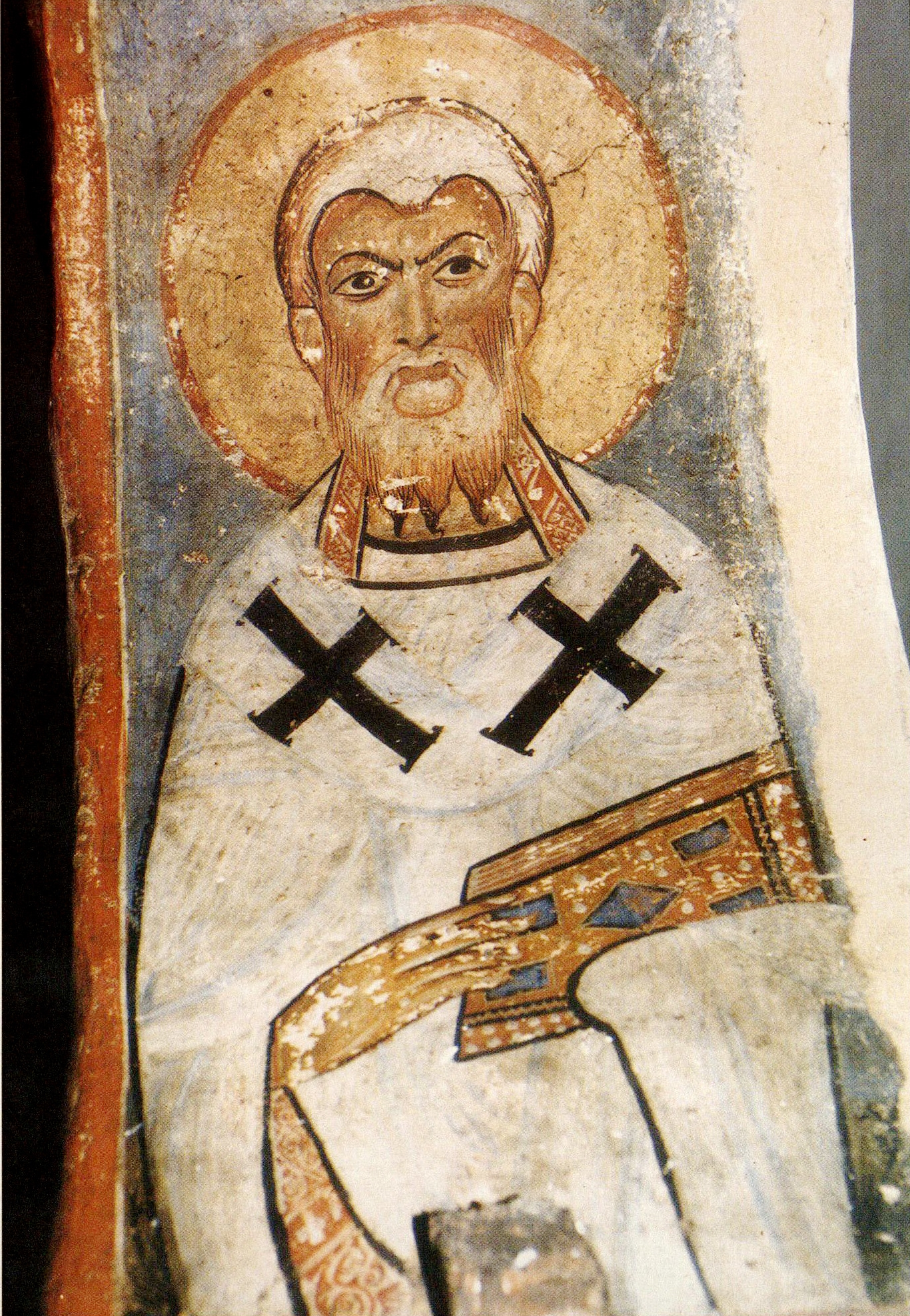
Ein Hierarch, wahrscheinlich Athanasius der Große
(Fresko im Altarraum)

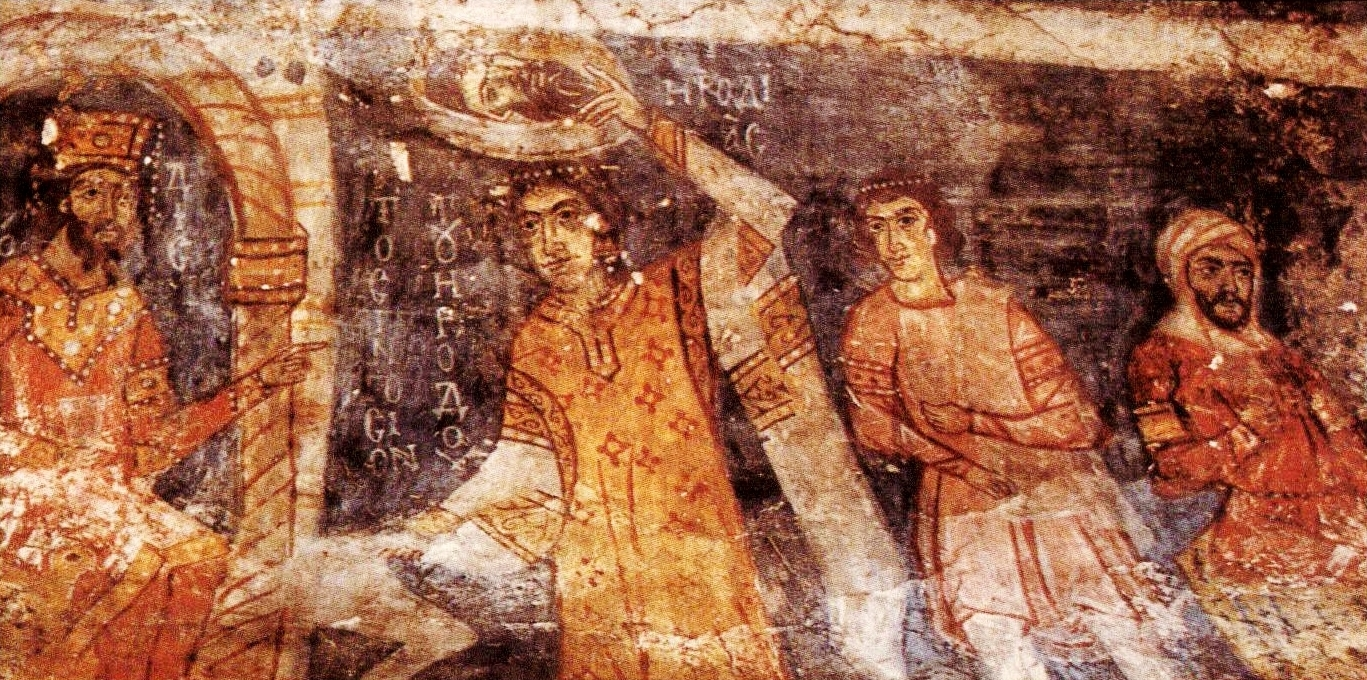
Fresko des Festes bei Herodes Boethos

Den Innenraum der Panagia Episkopi dekorierte man bei ihrer Errichtung mit Fresken. Sie wurden in osmanischer Zeit mit Putz bedeckt. Feuchtigkeit zerstörte im Laufe der Jahrhunderte die meisten davon. Einige der Fresken konnten freigelegt und restauriert werden. Die Figuren in den Bildern erinnern vom Stil an Wandmalereien in Kappadokien, weshalb der griechische Bauforscher und Byzantinist Anastasios Orlandos eine östliche Herkunft des Künstlers annahm. Er datierte die Fresken um 1100. Die Fresken zeigen verschiedene Hierarchen, Märtyrer und Heilige sowie Szenen aus dem Leben Jesu und andere biblische Geschichten.
Unter den szenischen Darstellungen ist das Fest bei Herodes Boethos herausragend. Das Fresko stellt den König auf seinem Thron dar, der auf seine Frau Herodias zeigt, als sie ihm eine Schale mit dem Kopf von Johannes dem Täufer präsentiert. Weitere Szenen stellen Wunder Christi, die Auferstehung Christi, die Geburt Mariäs und ihre Entschlafung dar. Alle Darstellungen sind durch lebhaften Ausdruck und harmonische Farbgebung ausgezeichnet.

### Bauarchäologie
Am Ort der Kirche stand vor ihrer Errichtung eine dreischiffige frühchristliche Basilika. Es gibt Hinweise auf eine Gründung als Klosterkirche, denen Friedrich Hiller von Gaertringen schon um 1900 nachging. Wegen vieler Umbauten ist das Kloster bauarchäologisch jedoch nicht nachweisbar. Von dem Vorgängerbau sind einige Wände und Elemente in der Kirche verwendet worden, darunter die vier starken Säulen, die die zentrale Kuppel tragen, sowie Teile der Ostwand, links und rechts der Apsis. Die heutige Trennwand zwischen Kirchenschiff und Narthex war wohl die ursprüngliche Westwand der Basilika. Der Durchgang zum Schiff mit Türpfosten aus Marmor war das Eingangstor. Die größere Eingangstür auf der Nordseite wurde vermutlich als Spolie wiederverwendet. An verschiedenen Stellen im Bau wurden Spolien aus der antiken Stadt Alt-Thera auf dem Mesa Vouno, einem Vorberg des Profitis Ilias, verwendet. Darunter sind dorische Säulen mit Kapitellen und Basen, mehrere Architrave, Rundaltäre und behauene Stierköpfe.

Innenansichten der Kirche
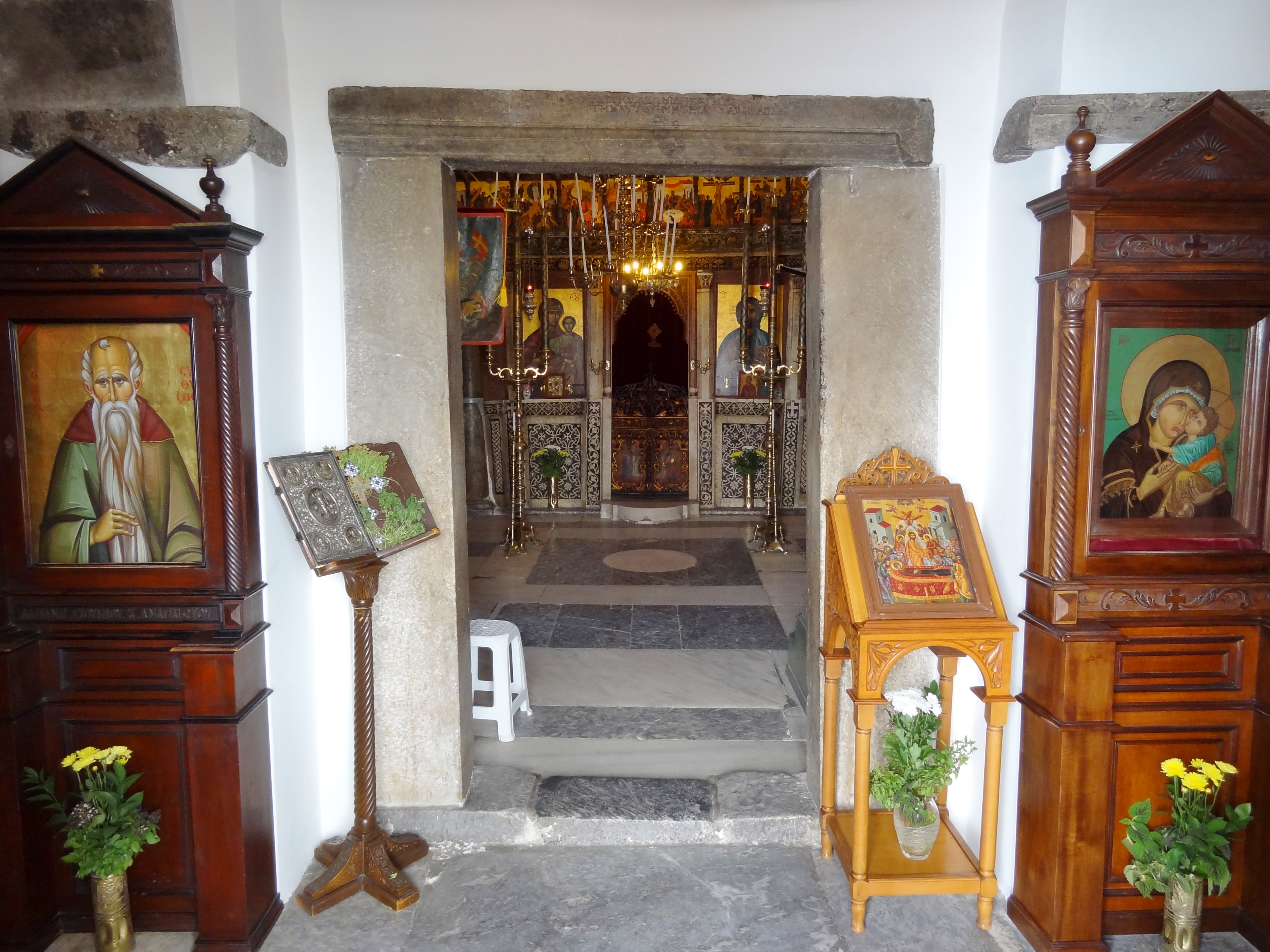
Zugang zur Kirche vom Haupteingang im Westen
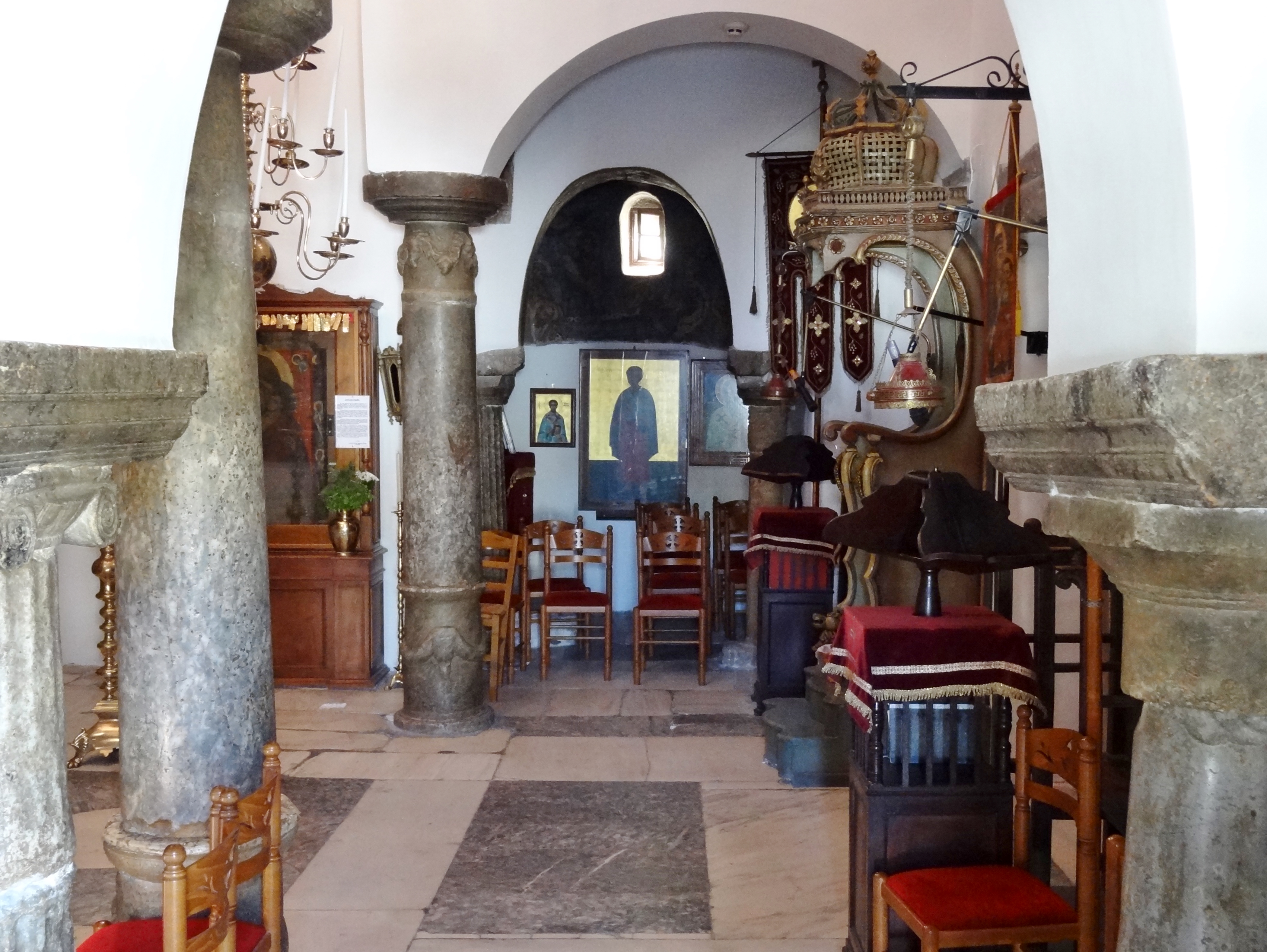
Blick zum mit Fresken ausgestatteten Südflügel
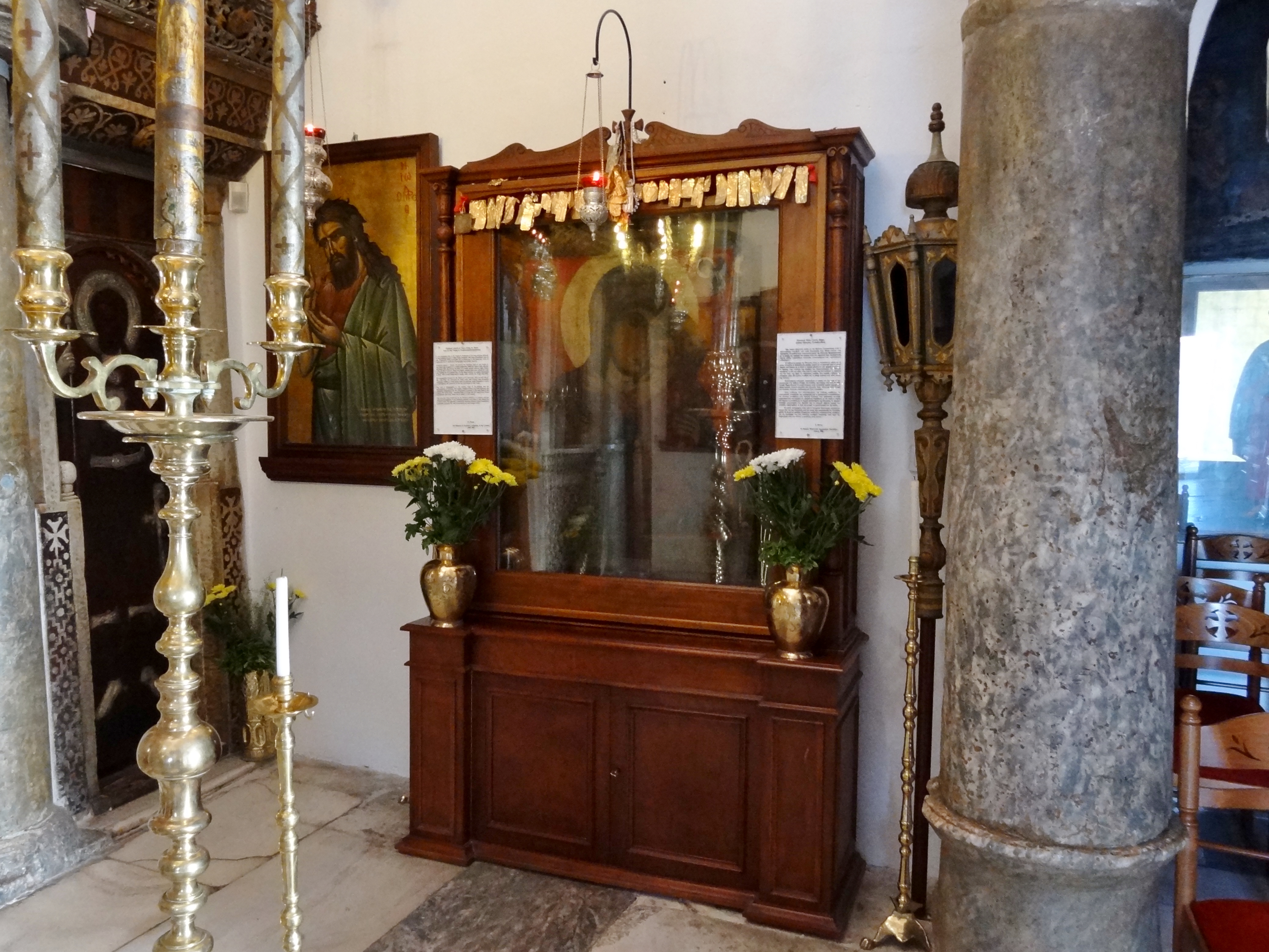
Ikonenständer der Panagia Glykofilousa
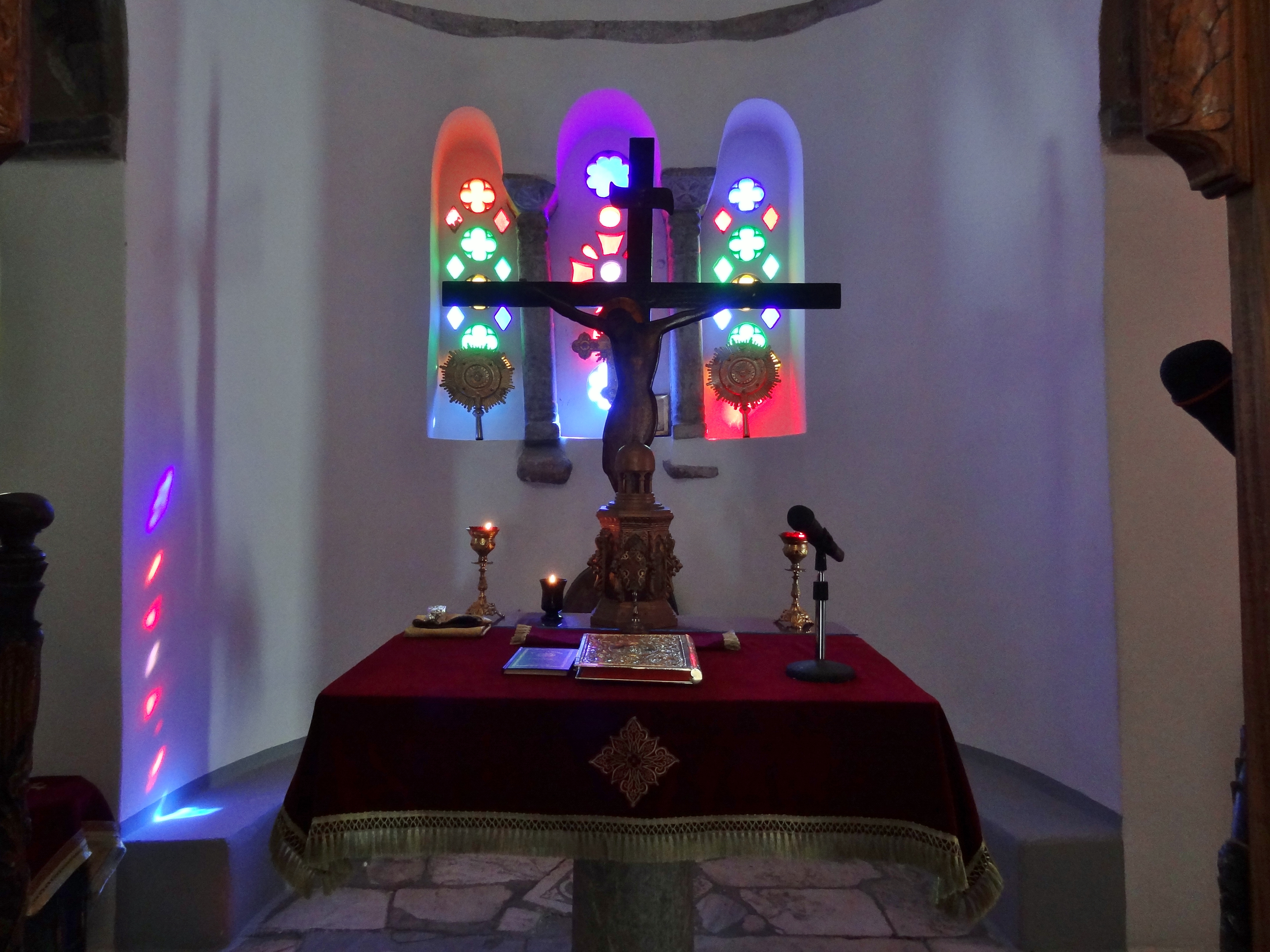
Altarraum mit Fenster in der östlichen Apsis

### Nutzung
Seit 1931 ist die Panagia Episkopi die zentrale Wallfahrtskirche der Insel Santorin, seit 1962 steht sie unter Denkmalschutz. Alljährlich am 15. August, der in ganz Griechenland ein Festtag ist, findet in und an der ehemaligen Bischofskirche die zentrale Feier aus Anlass der ‚Entschlafung der hochheiligen Meisterin unser, der Gottesgebärerin‘ statt. Dieses Fest entspricht in der orthodoxen Kirche der Himmelfahrt Mariens, wie sie in der katholischen Kirche gefeiert wird. Dabei werden die Ikonen der Kirche in einer Prozession um die Kirche getragen. In Erinnerung an die ehemaligen Güter der Kirche wird an alle Gläubigen nach dem Gottesdienst eine Schale mit Püree aus Platterbsen und Bohnen ausgegeben.

## Geschichte
Eine Ortssage berichtet, dass in einer neben der heutigen Kirche in den Hang getriebenen Kapelle eine Ikone der Panagia hing, die ohne erkennbare Ursache mehrmals ihren Ort verließ und auf einem nahe gelegenen vulkanischen Hügel wiedergefunden wurde. Die Gläubigen betrachteten dies als Zeichen, dass die Ikone nicht mehr in der unterirdischen Kapelle, sondern in einer frei stehenden Kirche hängen wollte.
Eine weitere, im Jahr 1701 aufgezeichnete Sage erzählt, dass der byzantinische Kaiser Alexios I. (1048–1118) in einer Urkunde der Kirche das gesamte Land außerhalb der damaligen Dörfer Gonia und Pyrgos bis hinauf zum Gipfel des höchsten Bergs der Insel überlassen hätte. Seine Frau Irene hätte einen großzügigen Geldbetrag gestiftet. Über die Stiftungen sei eine Urkunde in Form eines Chrysobullos logos angefertigt worden, das goldene Siegel hätte das Bild der Kirche getragen. Eine solche Urkunde und ein entsprechendes Siegel konnten nicht gefunden werden.

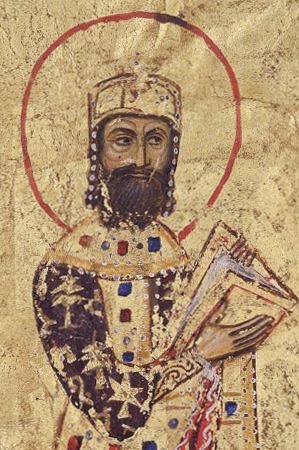
Kaiser Alexios I. Komnenos, möglicher Stifter der Kirche

Ein nachweislicher Bezug zu Kaiser Alexios besteht in der heute weitgehend zerstörten Inschrift Ἀλέξιος ἐν Χῶ τῶ Θῶ αὐτοκράτωρ Ρωμαίων ὁ Κομνινὸς καì πιστὸς βασιλεύς (‚Alexios, in Gott Christus Herrscher der Rhomäer, Komnenos und frommer Kaiser‘) innen über dem Haupteingang. Außerdem gibt es ein Fresko mit einem Porträt des Kaisers, das allerdings in das 16. Jahrhundert datiert wird und damit nicht zeitgenössisch ist, zudem ist es stark beschädigt. In der Literatur wird diskutiert, ob es sich eventuell auch um Alexios II. handeln könne, der von 1180 bis 1183 regierte. Dafür werden die Motive in den Marmor-Intarsien angeführt, insbesondere die Darstellung von Vögeln und die Häufigkeit der Kreuze entspräche illustrierten Manuskripten aus der Zeit Alexios II. Dagegen spricht, dass Alexios I. nachweislich ein Kirchenbauprogramm betrieben hat und auch auf benachbarten Inseln Kirchen in seine Zeit datiert werden. Daher wird eine Gründung der Kirche vor dem Tod des Kaisers im Jahr 1118 nicht ausgeschlossen; verschiedene örtliche Texte, die genaue Daten angeben, stammen aus dem 19. Jahrhundert und haben wohl keine sachliche Grundlage.
Die aufgezeichnete Geschichte der Kirche beginnt im Jahr 1207, als die Insel Santorin in Folge des vierten Kreuzzuges Teil des von der Republik Venedig beherrschten Herzogtum Archipelagos wurde. Die Venezianer vertrieben den orthodoxen Bischof der Insel und setzten einen lateinischen Bischof ein. Dabei wurde die Kirche Panagia Episkopi als Sitz des vertriebenen orthodoxen Bischofs genannt. Während sein lateinischer Nachfolger seinen Sitz in Skaros am Kraterrand nahm, wurde in der Panagia Episkopi ein lateinischer Altar neben dem orthodoxen errichtet.
Als die Insel zusammen mit der ganzen Ägäis 1537 durch Khair ad-Din Barbarossa für das Osmanische Reich erobert wurde, kehrte der orthodoxe Bischof zurück und nahm die Kirche wieder als seinen Bischofssitz an. Die Katholiken der Insel akzeptierten dies nicht, vor allem wegen des wertvollen Grundbesitzes der Kirche und der landwirtschaftlichen und anderen Erträge daraus. Der Streit eskalierte, beide Parteien griffen zu Waffen, so dass der Konflikt 1612 sowohl vor Patriarch Neophytos II., als auch Sultan Ahmed I. getragen wurde. Unter deren Druck konnten sich die beiden Parteien 1614 einigen, die Kirchenländereien wurden geteilt und beide Konfessionen durften in der Kirche ihre Gottesdienste halten.

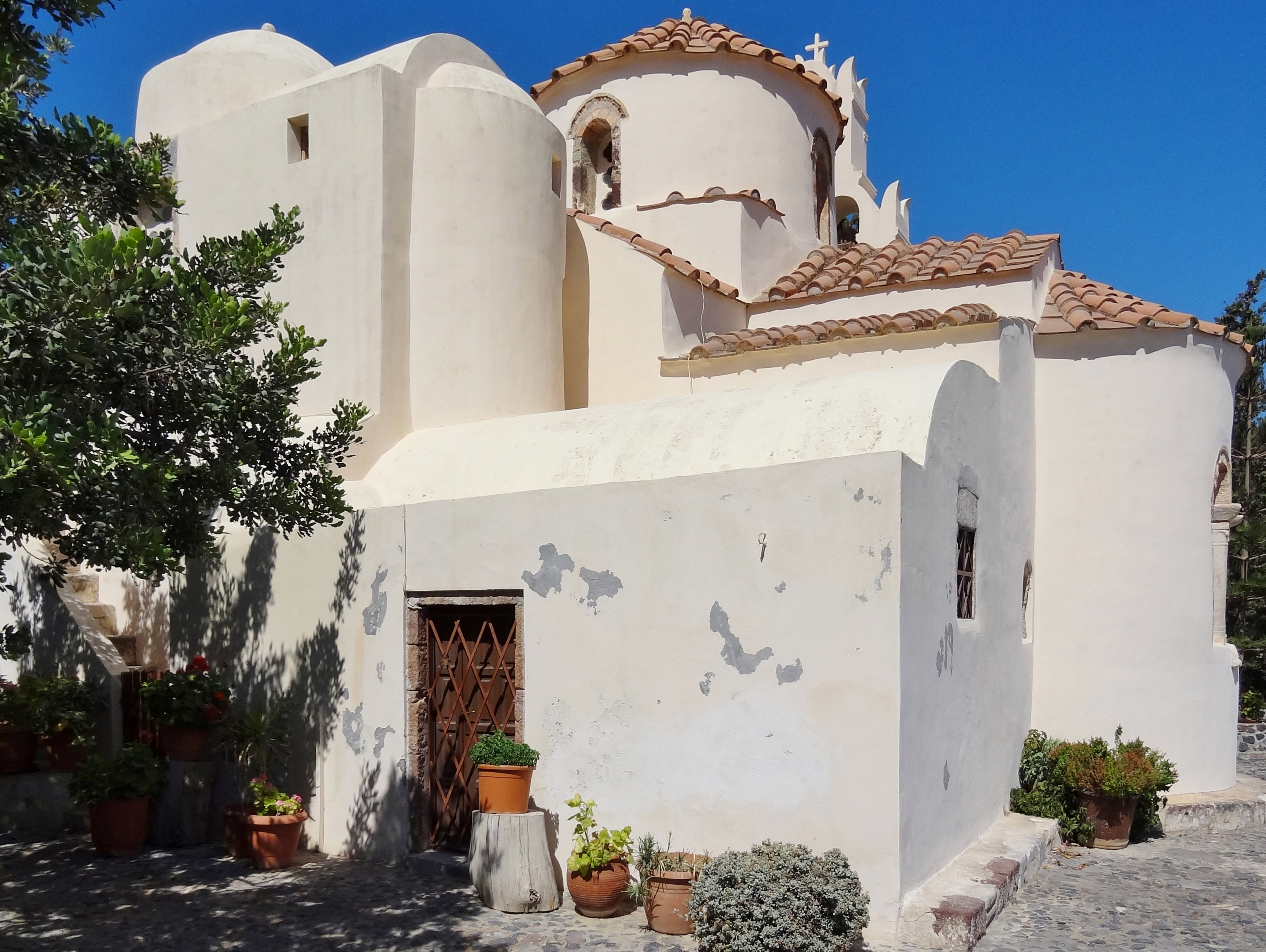
Lateinische Kapelle an der Südostseite der Kirche

Der Streit zwischen Orthodoxen und Katholiken entbrannte in der Folge erneut. Es ging darum, wer am zentralen Festtag Mariä Entschlafung, an dem eine große Prozession zur Kirche stattfand, den ersten Vorabendgottesdienst halten durfte und wer am Tag selbst die große Messe feierte. Der Konflikt schwelte bis 1758, als Patriarch Kyrillos V. ein Dekret erließ, dass alle Orthodoxen, die eine Kirche mit katholischen Christen teilten, exkommuniziert wären. Sultan Mustafa III. erließ einen Ferman, nach dem die Kirche den orthodoxen Christen übereignet wurde. Die Katholiken ignorierten die Anweisung, weil sie sich unter dem Schutz der westlichen Botschafter in Konstantinopel wussten und hielten weiterhin Messen in der Kirche ab. 1767 erließen Patriarch und Sultan erneut eine Anordnung, wonach die Katholiken aufgefordert wurden, einen Anbau an die Kirche zu errichten, der für ihre Gottesdienste vorgesehen war. Im selben Jahr entstand ein kleiner Raum im Südosten der Kirche mit einem einfachen Tonnengewölbe. Er ist durch eine Tür in der Südwand zugänglich und hat einen Durchbruch zum Altarraum, in dem beide Altäre stehen.
Abgesehen von der Teilung der Grundstücke zwischen den Konfessionen 1614, wurde 1711 der obere Teil des Kirchenlandes mit dem Gipfel des Berges Profitis Ilias und zwei kleinen Kapellen auf dem Berg abgetrennt. Es wurde zwei Brüdern auf der Insel übertragen, die dort das bis heute bestehende Kloster des Propheten Elias gründeten. 1827 wurde die neue Kirche in Fira, dem Hauptort der Insel, eingeweiht. Der Bischofssitz zog dorthin um. Nach der Errichtung des Königreichs Griechenland 1832 wurde der Besitz der Kirche schrittweise enteignet. Ab 1850 verkaufte die Kirche ihren verbliebenen Grundbesitz, die letzten Weinberge im Jahr 1902.
1915 zerstörte ein Feuer im Gebäude der Panagia Episkopi einen Großteil der Bücher, Kirchendokumente und Priestergewänder. Die Ikonen der Kirche blieben unbeschädigt. Das Erdbeben vom 9. Juli 1956, bei dem große Teile Mesa Gonias zerstört wurden, richtete schwere Schäden am Kirchengebäude an. Die Einwohner Mesa Gonias gründeten in der Folge den Küstenort Kamari unterhalb des traditionellen Ortes. Der Wiederaufbau und eine grundlegende Restaurierung der Panagia Episkopi dauerte bis 1986. Während der Arbeiten wurden 1982 alle 26 tragbaren Ikonen gestohlen, darunter auch drei von den Wänden abgenommene und gerahmte Fresken. Sie tauchten nie wieder auf.